# Martin Speer (Aktivist)
Martin Speer (* 14. September 1986 in Leipzig) ist ein deutscher Autor, Lobbyist und Aktivist.

## Leben
Nach der Flucht seiner Eltern über die Prager Botschaft wuchs Martin Speer in Heroldsberg (Mittelfranken) auf. Vor seinem gesellschaftspolitischen Wirken baute Speer ein Getränkeunternehmen auf. Er studierte Wirtschaftswissenschaften in den Vereinigten Staaten und Deutschland. 2008/2009 studierte er am Principia College, das der neuen religiösen Bewegung Christliche Wissenschaften eng verbunden ist. 2011/2012 studierte er an der Technischen Hochschule Nürnberg Georg Simon Ohm und von 2012 bis 2016 mit Abschluss an der Hochschule für Wirtschaft und Recht in Berlin. 2015/2016 war Speer Pressesprecher der Politikwissenschaftlerin Ulrike Guérot. Von 2016 bis 2018 war er Pressesprecher des Bundesverbandes Deutscher Stiftungen. 2022 wurde Speer von der Bundesregierung in den Gender Equality Advisory Council der G7 berufen.

## Politische Positionen

### Generationengerechtigkeit
Speer setzt sich für eine generationengerechtere Gesellschaft und eine stärkere Sichtbarkeit der jungen Generation im politischen Raum ein. Er plädiert für eine Jugendquote bei der Listenaufstellung in Parteien, fordert eine Absenkung des Wahlalters und verlangt von seiner Generation ein verstärktes politisches Engagement und eine höhere Wahlbeteiligung. Er bewertet die Möglichkeit eines Renteneintritts mit 63 Jahren als „ein[en] Schritt zurück in einer älter werdenden Gesellschaft“.

### Geschlechtergerechtigkeit und Gleichstellung
Speer ist HeForShe-Botschafter für UN Women Deutschland und setzt sich dafür ein, dass sich mehr Männer dem Einsatz für eine geschlechtergerechte Gesellschaft anschließen. In reflektierterem Verhalten von Männern sieht er einen wichtigen Baustein, um Sexismus und strukturelle Benachteiligung von Frauen abzubauen.
Speer engagiert sich für den Abbau der Diskriminierung gegenüber sexuellen Minderheiten. 2013 veröffentlichte er den offenen Brief Stellt gleich, was gleich ist und forderte die vollständige Öffnung der Ehe für gleichgeschlechtliche Paare. Der Brief wurde von Intellektuellen wie Martin Walser, Günter Grass, Angelika Taschen und Roger Willemsen mitunterzeichnet. Spiegel Online nennt es ein „bemerkenswertes Schreiben“. Rechtskonservative Kreise kritisierten Speer für den Text scharf und werfen ihm vor „die Ehe zu zerstören.“
Im Juli 2015 wandte sich Speer mit Vincent-Immanuel Herr in einem offenen Brief an Bundeskanzlerin Angela Merkel. Unter dem Hashtag #EsIstZeit fordern die Aktivisten eine Abstimmung zur Öffnung der Ehe ohne Fraktionszwang. Spitzenpolitiker von SPD, B90/Die Grünen, Die Linke und FDP unterzeichneten den Brief, ebenso über 100 deutsche Prominente aus Kunst, Kultur, Wissenschaft und Medien, darunter Nena, Udo Lindenberg, Til Schweiger, Die Ärzte, Jan-Josef Liefers, Claudius Seidl, Maren Kroymann und Thomas Hitzlsperger. Rund 58.000 Menschen schlossen sich auf der Petitionsplattform change.org dem Vorhaben an.

### Europäische Integration
Gemeinsam mit Vincent-Immanuel Herr entwickelte Speer im Jahr 2014 die Idee, jedem EU-Bürger zum 18. Geburtstag ein kostenloses Interrailticket zu schenken und somit allen jungen Menschen die Möglichkeit zu geben, Europa kennenzulernen. Dies wurde als Free Interrail umgesetzt.
Zusammen mit Vincent Herr ist er Vorsitzender des Vereines European Thinking e. V. in Berlin, der 2015 von der Stiftung Mercator gefördert wurde.

## Auszeichnungen
- „Junge Elite: 40 unter 40“, Ranking der 40 Toptalente im Bereich Staat und Gesellschaft, Capital[23]
- „Leader of Tomorrow“ – Knowledge Pool St. Gallen Symposium 2015 und 2016[24]
- Top 4 des „Europäischen Jugendkarlspreises“ 2017[25]
- Bayreuther Vorbildpreis der bayreuther dialoge 2017 dem Zukunftsforum für Ökonomie, Philosophie und Gesellschaft[26]
- Politikaward 2017 (#FreeInterrail)[27]
- „Blauer Bär“, Europapreis der Stadt Berlin 2018[28]
- Jean Monnet Prize for European Integration (#FreeInterrail), 2018[29]
- Innovation in Politics Award 2018[30]
- Good Lobby Award 2018, Kategorie: Citizen Lobbyists of the Year, für die #FreeInterrail-Kampagne[31]
- European Railway Award (Special Accolade), FreeInterrail, 2021[32]
- European Charlemagne Prize Fellowship 2021/22[33]

## Bücher und Veröffentlichungen

### Bücher
- Wer, wenn nicht wir? Vier Dinge, die wir jetzt für Europa tun können. Droemer Knaur, München 2017, ISBN 978-3-426-78946-9
- #TunWirWas – Wie unsere Generation die Politik erobert. Droemer Knaur, München, 2018, ISBN 978-3-426-30178-4
- Europe For Future – 95 Thesen, die Europa retten. Droemer Knaur, München, 2021, ISBN 978-3-426-30268-2
- Das Buch, das jeder Mann lesen sollte – In 4 Schritten zum Feministen. Beltz, Weinheim, 2023, ISBN 978-3-407-86729-2
- Wenn die letzte Frau den Raum verlässt: Was Männer wirklich über Frauen denken. Zusammen mit Vincent-Emmanuel  Herr. Ullstein Verlag, Berlin, 2025, ISBN 978-3550203060

### Buchbeiträge
- Ich bin, weil wir sind – Warum Haltung das Miteinander stärkt. Frankfurter Allgemeine Buch, Frankfurt, 2021, ISBN 978-3-96251-118-0
- Gewollt. Geliebt. Gesegnet. Herder, Freiburg im Breisgau, 2022, ISBN 978-3-451-38398-4

### Artikel
- „Männer, sorgt Euch!“, gemeinsam mit Jutta Allmendinger und Vincent-Immanuel Herr, Der Spiegel, März 2022
- „Europe’s lost generation? Not yet.“  gemeinsam mit Vincent-Immanuel Herr, The Christian Science Monitor, Juni 2014